# Topobea fragrantissima
Topobea fragrantissima là một loài thực vật có hoa trong họ Mua. Loài này được Almeda miêu tả khoa học đầu tiên năm 1990.